# Avi Love
Avi Love (* 13. Juni 1995 in Carson City, Nevada) ist eine US-amerikanische Pornodarstellerin.

## Leben
Avi Love wuchs in Carson City, Nevada auf. Sie besuchte die High School in Las Vegas. Nach ihrem dortigen Abschluss war sie in verschiedenen Berufen tätig, unter anderem arbeitete sie zwei Jahre als Rettungsschwimmerin sowie als Rezeptionistin für verschiedene Spas. Im Internet fand sie eine Werbeanzeige, in der nach Pornomodels gesucht wurde und bewarb sich. Dort lernte sie einen Agenten für Pornofilmdarsteller kennen und ließ sich von ihm vertreten. Ihr Pseudonym setzte sie aus den Anfangsbuchstaben ihres echten Namens zusammen.
Im Oktober 2016 drehte sie ihre ersten Sexszenen mit dem Pornodarsteller Ryan Driller. Ihre ersten Szenen wurden im Dezember 2016 im Rahmen der Webserie My Sister´s Hot Friend  von Naughty America veröffentlicht. Love drehte im Anschluss für Studios wie Evil Angel, für das sie in Anal Newbies 5, Deep Anal Action 3 und Anal Brats 4 mitspielte. Sie spielte außerdem in Stormy Daniels’ Wicked-Pictures-Spielfilm The Game sowie Amish Girls 2 für Zero Tolerance mit, die bei den AVN Awards 2018 für die „Beste Komödie“ nominiert wurden. Außerdem trat sie in Bad Babysitters 3  für 3rd Degree auf.
Ihr größter Erfolg war der Film The Possession of Mrs. Hyde (Regie: Axel Braun), für den sie mehrere Awards erhielt.

## Auszeichnungen
- 2018:  NightMoves Award – Best New Starlet[3]
- 2019: NightMoves Award – Best Actress (Fan's Choice)[3]
- 2019: XBIZ Award – Best Actress – Feature Movie[5]
- 2019: AVN Award – Best Boy/Girl Scene mit Ramon Nomar in The Possession of Mrs. Hyde[4]
- 2019: XRCO Award  –  Best Actress für The Possession of Mrs. Hyde[6]
- 2021: AVN Award – Best Group Sex Scene mit Eric Masterson, India Summer et al. für Climax[3]

## Filmografie (Auswahl)
- 2017: The Game
- 2017: Kittens & Cougars 12
- 2018: The Possession Of Mrs. Hyde
- 2018: DP Me 7
- 2018: Barely Legal 157
- 2018: My DP 4
- 2019: Sex & Lies
- 2019: Endless
- 2019: This Is Not Just A Massage
- 2019: The Art of Anal Sex 10, 11
- 2019: Young & Nasty 1
- 2019: Gangbang Me 5
- 2019: Tushy Raw 6
- 2019: Women Seeking Women 170
- 2019: Divine
- 2020: Anal Threesomes 8
- 2020: Pornochic: Avi & Lana
- 2020: Luxure: My Wife's Fantasies
- 2021: Climax
- 2021: Black & White 19
- 2021: Threesome Fantasies 9
- 2021–2022: Blacked Raw 47, 56
- The Voyeur 3
- Watching My Hotwife 6
- Teen Wet Asses 3
- A Daughter's Deception